# Большой переполох в маленьком Санчесе
«Большой переполох в маленьком Санчесе» (англ. Big Trouble in Little Sanchez) — седьмой эпизод второго сезона американского мультсериала «Рик и Морти». Сценарий к эпизоду написал Алекс Рубенс, а режиссёром выступил Брайан Ньютон.
Название эпизода отсылает к фильму «Большой переполох в маленьком Китае» (1986).
Премьера эпизода состоялась 13 сентября 2015 года в блоке Adult Swim на Cartoon Network. Эпизод посмотрели около двух миллионов зрителей во время выхода в эфир.

## Сюжет
Рик становится «Мелким Риком», переселяя свой разум в клона-подростка, чтобы убить вампира в школе Морти и Саммер. Мелкий Рик общителен и популярен, но подсознательно взывает о помощи в текстах песен и рисунков. К большому пренебрежению её одноклассников, Саммер намеренно выгоняет Мелкого Рика из школы, называя его убийцей тренера Ферату, вампира. Морти и Саммер в конце концов убеждают Рика вернуться в своё тело.
Между тем, Джерри и Бет проходят терапию на чужой планете. Создаются два проявления представлений партнёров друг о друге: Бет Джерри воплощена в виде возвышающегося враждебного ксеноморфоподобного насекомого, а Джерри Бет — раболепного червя. Насекомое Бет освобождается из камеры с помощью червя Джерри, убивая несколько пар и сотрудников. В конце концов, Джерри действует храбро, заставляя Бет представить себе сильного Джерри, что, в свою очередь, заставляет Джерри представить себе богинеподобную Бет, которая уничтожает ксеноморфоподобного монстра.
В сцене после титров главный вампир выступает против использования таких имён, как «Тренер Ферату», которые выдают их статус вампира.

## Отзывы
Зак Хэндлен из The A.V. Club дал эпизоду оценку B+, заявив, что «на самом деле ничего не решено, но в таком шоу мало что будет; люди меняются небольшими сменами, если они вообще меняются, а это означает, что сценаристы всё ещё имеют доступ к тем же конфликтам, если они им нужны для создания сюжетов». 
Джесси Шедин из IGN оценил эпизод на 8,2/10, заявив, что «этот эпизод был очень забавным, он перефразировал некоторые знакомые биты, но по большей части придал этому материалу новые оттенки». Гита Джексон из Paste оценила эпизод на 9/10, заявив, что «мне всегда кажется, что я квалифицирую свои обзоры этих ужасных событий со словами „но это также действительно забавно“, но поверьте мне, этот эпизод чертовски весёлый».